# Jurij Rjazanov
Jurij Sergeevič Rjazanov (in russo Ю́рий Серге́евич Ряза́нов?; Vladimir, 21 marzo 1987 – 20 ottobre 2009) è stato un ginnasta russo.

## Palmarès

### Mondiali
- 2 medaglie:
  - 1 argento (Aarhus 2006 a squadre)
  - 1 bronzo (Londra 2009 nel concorso individuale)

### Europei
- 3 medaglie:
  - 1 oro (Losanna 2008 a squadre)
  - 2 bronzi (Amsterdam 2007 nel concorso individuale; Milano 2009 nel concorso individuale)

### Pacific Rim Championships
- 2 medaglie:
  - 2 argenti (San Jose 2008 nella sbarra; San Jose 2008 negli anelli)